# 斯利茲內韋
50°10′41″N 37°25′26″E / 50.17806°N 37.42389°E
斯利茲內韋（烏克蘭語：Слизневе）是位於烏克蘭東部的村莊，由哈爾科夫州庫皮揚斯克區的維利胡瓦特卡市鎮負責管轄。該村始建於1699年，面積0.31平方公里，海拔高度184米，2001年人口5，人口密度每平方公里16人。